# Арханђел Урил
Урил /ˈʊəriəl/, Аурил (хебр. אוּרִיאֵל ʾŪrīʾēl, "El/Бог је мој пламен"; грч. Οὐριήλ Oúriḗl;  Ouriēl; Geʽez и амхарски: ዑራኤል ʿUraʾēl or ዑርኤል ʿUriʾēl) или Оријел је име једног од арханђела који се помиње у рабинској традицији после егзила и у одређеним хришћанским традицијама. Он је добро познат у Православној и Католичкој цркви (у оба се сматра једним од седам главних арханђела) и признат у Англиканској цркви као четврти арханђел. Такође је добро познат у европској езотеричној средњовековној књижевности. Уриел је такође познат као мајстор знања и арханђел мудрости.
Урил се слави, заједно са осталим арханђелима - бестелесним силама на дан Сабора светих архангела - 21. новембра по грегоријанском, односно 8. новембра по јулијанском календару. Према предању Православне цркве одговоран је за заштиту жита, након јесени и прогонство Адама из раја. По законима православне цркве, арханђел Урил на иконама се приказује како држи у десној руци на грудима исукан мач, а у левој − огњени пламен.
У апокрифним, кабалистичким и окултним делима, Урил је изједначен (или помешан) са Уријалом, Нуријелом, Уријаном, Јеремијелом, Вретилом, Саријелом, Суријелом, Пуруелом, Фануелом, Јаковом, Азраелом и Рафаелом.
У Тајној књизи Јована, раном гностичком делу, Урил има контролу над демонима који помажу Јалдабаоту да створи Адама.
Урил, Ауријел или Оријел (мушко) / Уријел, Еуријел или Оријел (женско) је такође име које је асимиловала келтска бретањска култура, због Уријел (7. век), сестре бретонског краља Јудикаела, која је популаризовала име.